# Björn Järnsida (skulptur)

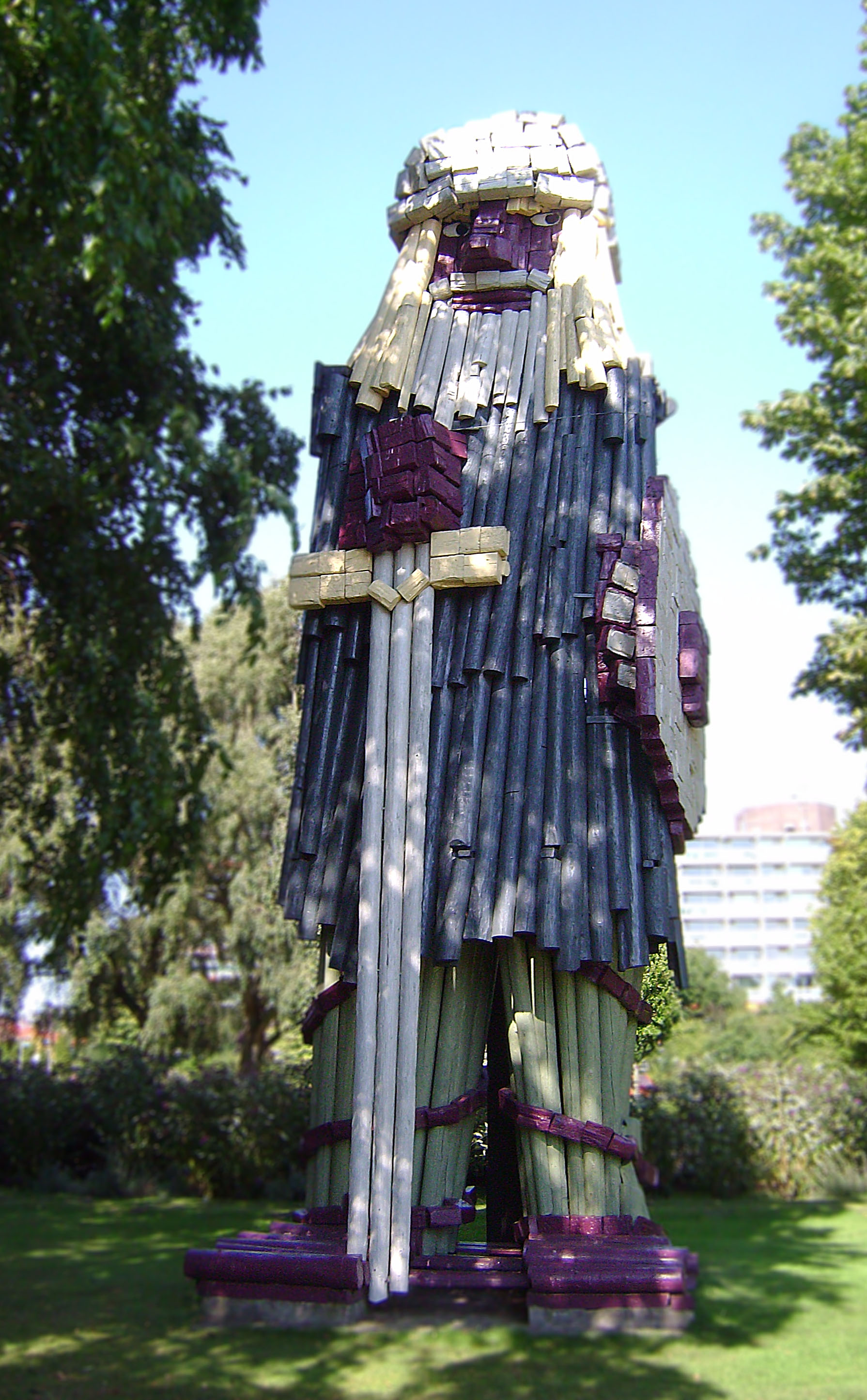
'Björn Järnsida

Björn Järnsida (De Viking) är en skulptur av vikingakungen Björn Järnsida i trä från rivningshus, som är rest i den nederländska staden Amersfoort och gjord av den svenske skulptören Calle Örnemark.
Den nuvarande Björn Järnsida är från 1992, då den ersatte en något större variant från 1978. med en höjd av tolv meter. Skulpturen är också motiv för ett nederländskt frimärke.
Björn Järnsida är placerad i stadsdelen Liendert.